# Panajotis Paraskiewopulos
Panajotis Paraskiewopulos (gr. Παναγιώτης Παρασκευόπουλος; ur. 1875 w Gortinii, zm. 8 lipca 1956 na wyspie Korfu) – grecki lekkoatleta, uczestnik igrzysk olimpijskich w 1896 i w 1900 roku.

## Igrzyska w Atenach w 1896
Podczas igrzysk w 1896 roku był jednym z faworytów do zwycięstwa w turnieju rzutu dyskiem. Po pierwszych trzech rzutach Grek prowadził z Amerykaninem Robertem Garrettem o blisko metr. W czwartej próbie zarówno Garrett jak i Paraskiewopulos rzucili dalej (odpowiednio 28,72 m i 28,88 m). W ostatnim rzucie reprezentant gospodarzy poprawił się o kolejne 7 cm, jednak Amerykanin ostatnim rzutem na odległość 29,15 m zepchnął Greka na drugie miejsce.

## Igrzyska w Paryżu w 1900
Cztery lata po zdobyciu drugiego miejsca w Atenach Paraskiewopulos wystartował w Igrzyskach w Paryżu. Tym razem wystartował w dwóch konkurencjach. W pchnięciu kulą zajął piąte miejsce w finale, a do trzeciego miejsca, które zajął Robert Garrett, zabrakło mu 85 cm. W konkurencji rzutu dyskiem nie zdołał obronić miejsca wywalczonego cztery lata wcześniej. Grek zajął czwarte miejsce w finale, rzucając 34,50 m. Wynik, który dał złoty medal cztery lata wcześniej (29,15 m) na tych Igrzyskach byłby najsłabszym wynikiem.